# Kanton Meudon
Der Kanton Meudon ist seit 1964 ein französischer Wahlkreis im Arrondissement Boulogne-Billancourt, im Département Hauts-de-Seine und in der Region Île-de-France; sein Hauptort ist Meudon. Vertreterin im Generalrat des Départements ist seit 2012 Audrey Jenback (LR).

## Gemeinden
Der Kanton besteht aus zwei Gemeinden mit insgesamt 66.920 Einwohnern (Stand: 1. Januar 2022) auf einer Gesamtfläche von 13,45 km²:
| Gemeinde      | Einwohner 1. Januar 2022 | Fläche km² | Dichte Einw./km² | Code INSEE | Postleitzahl    |
| ------------- | ------------------------ | ---------- | ---------------- | ---------- | --------------- |
| Chaville      | 20.198                   | 3,55       | 5.690            | 92022      | 92370           |
| Meudon        | 46.722                   | 9,90       | 4.719            | 92048      | 92190 und 92360 |
| Kanton Meudon | 66.920                   | 13,45      | 4.975            | 9217       | –               |

Bis zur Neuordnung bestand der Kanton Meudon aus einem Teil der Gemeinde Meudon. 

## Bevölkerungsentwicklung
| 1990   | 1999   | 2008   |
| ------ | ------ | ------ |
| 37.756 | 36.791 | 35 805 |